# Thurammininae
Thurammininae es una subfamilia de foraminíferos bentónicos de la familia Saccamminidae, de la superfamilia Saccamminoidea, del suborden Saccamminina y del orden Astrorhizida. Su rango cronoestratigráfico abarca desde el Ordovícico hasta la Actualidad.

## Discusión
Clasificaciones previas incluían Thurammininae en la superfamilia Astrorhizoidea, así como en el suborden Textulariina del orden Textulariida.

## Clasificación
Thurammininae incluye a los siguientes géneros:
- Astrammina
- Bahianofusus
- Orbulinelloides
- Ordovicina †
- Pseudothurammina
- Thurammina †

Otro género asignado a Thurammininae y actualmente clasificado en otra familia es:
- Gastroammina †, ahora en la familia Stegnamminidae